# Ramón Valdés
Pour les articles homonymes, voir Valdés.
Ramón Gómez Valdés de Castillo (né le 2 septembre 1924 à Mexico, décédé le 9 août 1988 à Mexico), est un acteur mexicain connu sous le nom de Ramón Valdés.
Ramon Valdés a joué dans plus de 50 films, souvent avec son frère Tin Tan Valdés, mais également avec Pedro Infante, ou Cantinflas. Les années 1940 et 1950 sont considérées comme l'Âge d'or du Cinéma Mexicain, mais cette période ne fut pas une grande période pour Ramon Valdés dont les finances n'étaient pas au mieux.
On dit même qu'il était entretenu par son frère Tin Tan et qu'il rencontra de nombreux problèmes financiers. Parallèlement à son métier d'acteur, il exerça de nombreux autres emplois (fermier, gardien etc.)
Un autre de ses frères, Manuel « El Loco » Valdés était également acteur.
Ramon Valdes connu toutefois le succès lors de sa participation aux séries El Chapulín Colorado et El Chavo del Ocho, créées par Roberto Gómez Bolaños, dit Chespirito. Dans la seconde série, il interprétait le rôle de Don Ramon.
Il quitta ces programmes en 1979. On dit que son départ fut causé par des questions de salaire, ou par des désaccords avec les autres acteurs des programmes.
Il rejoint à nouveau momentanément Chespirito en 1981 pour interpréter à nouveau Don Ramon.
Ramon Valdés se maria trois fois, et eut plus de dix enfants en une quarantaine d'années, le dernier étant né après sa mort.
Ramon Valdés avait une forte addiction au tabac, ce qui lui causa un cancer de l'estomac détecté au début des années 1980.
Malgré la maladie, il continue à réaliser des tournées avec le cirque qu'il avait créé et réalisant des spectacles pour les enfants. Il meurt à Mexico en 1988.